# ロイツェ (駆逐艦)
ロイツェ (USS Leutze, DD-481) は、アメリカ海軍の駆逐艦。フレッチャー級駆逐艦の1隻。艦名は南北戦争および米西戦争で活躍したユージン・ヘンリー・コジーンズ・ロイツェ少将にちなむ。
艦名の日本語表記は、「リューツ」、「ロイツ」と表記されることもある。

## 艦歴
「ロイツェ」はピュージェット・サウンド海軍工廠で1941年6月3日に起工し、1942年10月29日にロイツェ少将の孫娘であり、ギルバート・ジョナサン・ロークリフ少将の娘でもあるキャロライン・ロークリフによって進水。艦長B・A・ロビンス中佐の指揮の下1944年3月4日に就役する。
就役後、「ロイツェ」は所定の基礎訓練を修了したのち、1944年6月から7月にかけては乗組員の訓練を兼ねて真珠湾とエニウェトク環礁間の護衛任務に就く。任務終了後、いったんシアトルに戻り、8月2日に出港したが、1年と1日後にはボロボロのベテランとして帰ってくることとなる。神風の突入でその戦歴にピリオドを打つまでに、5つの主要な作戦に参加した。
シアトル出港後、「ロイツェ」は真珠湾やソロモン諸島水域での訓練ののち、9月12日からはペリリューの戦いの事前攻撃に加わり、味方陸上部隊の上陸予定地点にある日本軍拠点に砲弾を浴びせたが、反撃により乗組員に死傷者が出た。9月24日に任務を終えてマヌス島に下がり、来るフィリピン奪回に備えて第77.2任務群に加わった。
レイテ島の戦いは10月18日から事実上始まり、10月24日から25日のレイテ沖海戦で最高潮に達した。「ロイツェ」もこの戦いに加わったが、10月24日朝、レイテ湾で日本機の空襲を受けて損傷し、11名の死傷者を出した。その夜、ジェシー・B・オルデンドルフ少将率いる第77任務部隊に加入した「ロイツェ」は、西村祥治中将率いる日本艦隊と交戦する（スリガオ海峡海戦）。最後の水上艦同士の交戦であるこの戦闘で西村中将は戦艦2隻と駆逐艦3隻を失って自らも戦死した。「ロイツェ」は東方から西村中将の艦隊に迫り、僚艦とともに戦艦「山城」と駆逐艦「時雨」に対して魚雷を発射したが、命中しなかった。海戦のあと、日本軍は神風を含む航空攻撃しか攻撃手段がなくなり、「ロイツェ」は11月1日に神風攻撃を受けたが、この時は被害がなかったものの、駆逐艦「アブナー・リード (USS Abner Read, DD-526)」が沈没するなど僚艦に被害が続出した。
短期間のオーバーホールのあと、「ロイツェ」は1945年1月1日にコッソル水道を出撃し、ルソン島の戦いに加わる。道中、護衛空母「マキン・アイランド (USS Makin Island, CVE-93) 」から1名の乗組員が海中に転落し、「ロイツェ」がその乗組員を救助して「マキン・アイランド」側からお礼のアイスクリームを受け取った。リンガエン湾へ味方部隊が上陸するに1月6日に到着した「ロイツェ」は、上陸作戦翌日の1月7日に日本側の監視艇を撃沈し、1月9日にも「震洋」を撃ち沈めた。フィリピンでの戦いが一段落つくと、硫黄島の戦いにはせ参じることとなった。ウルシー環礁で水中爆破班と訓練を重ね、サイパン島に移ってさらに大規模な演習を行い、準備を整えたあと2月16日に硫黄島沖に到着。硫黄島は集中的な爆撃と艦砲射撃が繰り返されたにもかかわらず、栗林忠道中将以下日本軍守備隊からの砲火は猛烈であった。翌2月17日、水中爆破班派遣の準備を行っていた「ロイツェ」は艦前部に命中弾を受け、3名の重傷者を出したが、任務終了まで海域に残り、翌日に修理のためウルシーに向かった。3月に入って硫黄島の戦いに戻ったが、来る沖縄戦の準備のため4日間しか戦いに加わらなかった。
沖縄戦は、硫黄島とは異なって比較的平面な地形で行われた第二次世界大戦最後の大規模な水陸両用作戦であった。3月27日、ロイツェは火力支援に向かう途中のの戦艦「ニューヨーク (USS New York, BB-34) 」を護衛中に特殊潜航艇を発見し、爆雷2発を投じて破壊した。4月3日には軽巡洋艦「モービル (USS Mobile, CL-63) 」「オークランド (USS Oakland, CL-95) 」とともに4月3日に沖縄近海に到着。2日後、日本軍は菊水一号作戦を発動して神風を大量投入し始めた。

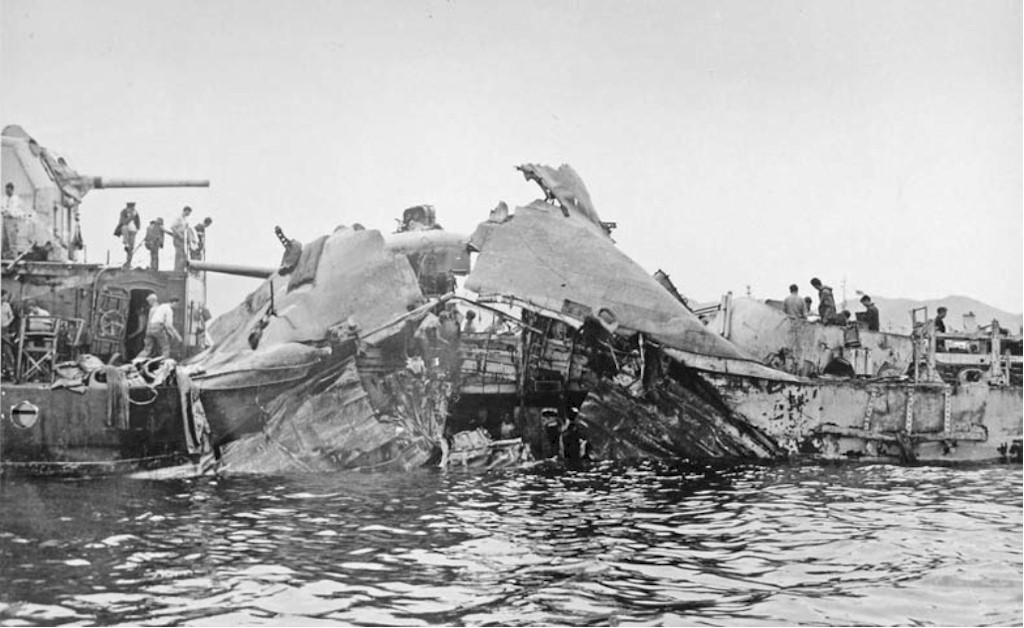
損傷した「ロイツェ」（左舷側より）

4月6日、「ロイツェ」は押し寄せる神風のうち2機から3機を撃墜していた。しかし、僚艦の駆逐艦「ニューコム (USS Newcomb, DD-586) 」が立て続けに3機の神風の突入を受け、艦は廃墟と化して火災が発生した。「ロイツェ」は燃える「ニューコム」に横付けして消火班を送って作業を行っていた。その時、5機目の神風が「ニューコム」の中央部に突入し、弾みで爆弾が「ロイツェ」の艦尾部に飛び込んで爆発、船尾楼甲板の大部分を切断。1名が戦死して30名が負傷した。「ロイツェ」の司令代行レオン・グラボウスキー中尉は、激しい戦闘の最中に「ニューコム」に乗り込んで助けた行為により海軍十字章が授与された。
今度は、「ロイツェ」が「ニューコム」から助けられる番となり、消火班が送られた。艦尾には神風の残骸が張り付いていた「ロイツェ」は浸水が止まらず、応急修理の上慶良間諸島の泊地に曳航されていった。「ロイツェ」は沖縄戦終結後の7月10日に慶良間を離れてグアム、真珠湾を経由してサンフランシスコに到着し、8月3日からハンターズ・ポイント海軍造船所で修理が開始されたが、終戦により修理は停止された。復旧されることなく1945年12月6日に退役し、1946年1月3日に除籍。1947年6月17日にニュージャージー州バーバーの解体業者トーマス・ハリスにスクラップとして売却された。
「ロイツェ」は第二次世界大戦の戦功で5個の従軍星章を受章した。

### サイト
- “DD-481 Leutze” (チェコ語). Naval War in Pacific 1941 - 1945.   valka.cz. 2012年12月14日閲覧。

### 印刷物
- デニス・ウォーナー、ペギー・ウォーナー『ドキュメント神風 特攻作戦の全貌』 上、妹尾作太男（訳）、時事通信社、1982年。ISBN 4-7887-8217-0。
- デニス・ウォーナー、ペギー・ウォーナー『ドキュメント神風 特攻作戦の全貌』 下、妹尾作太男（訳）、時事通信社、1982年。ISBN 4-7887-8218-9。
- 木俣滋郎『日本戦艦戦史』図書出版社、1983年。
- 森本忠夫『特攻 外道の統率と人間の条件』文藝春秋、1992年。ISBN 4-16-346500-6。
- 木俣滋郎『日本潜水艦戦史』図書出版社、1993年。ISBN 4-8099-0178-5。
- 『世界の艦船増刊第43集　アメリカ駆逐艦史』、海人社、1995年。
- M.J.ホイットレー『第二次大戦駆逐艦総覧』岩重多四郎（訳）、大日本絵画、2000年。ISBN 4-499-22710-0。
- この記事はアメリカ合衆国政府の著作物であるDictionary of American Naval Fighting Shipsに由来する文章を含んでいます。 記事はここで閲覧できます。